# 블라디미르 4세

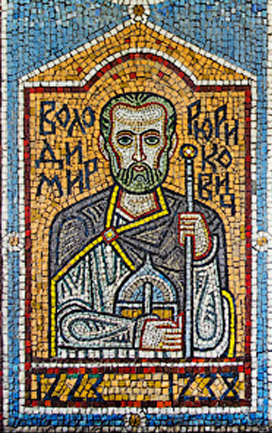

블라디미르 4세(러시아어: Владимир Рюрикович 블라디미르 류리코비치[*], 우크라이나어: Володимир Рюрикович 볼로디미르 류리코비치[*], 1187년 ~ 1239년 3월 3일)는 키예프 대공국의 대공(재위: 1223년 ~ 1235년)이다.
류리크 왕조 출신이며 류리크 2세 대공의 아들이다. 페레야슬라우 공국의 공작(1206년 ~ 1213년), 스몰렌스크 공국의 공작(1213년 ~ 1219년)을 역임했다.
| 전임 므스티슬라프 3세 | 키예프 대공 1223년 ~ 1235년 | 후임 이자슬라프 4세 |